# Eriosema longipedunculatum
Eriosema longipedunculatum là một loài thực vật có hoa trong họ Đậu. Loài này được (A.Rich.) Baker miêu tả khoa học đầu tiên.